# The Thieves (Steinpaar)

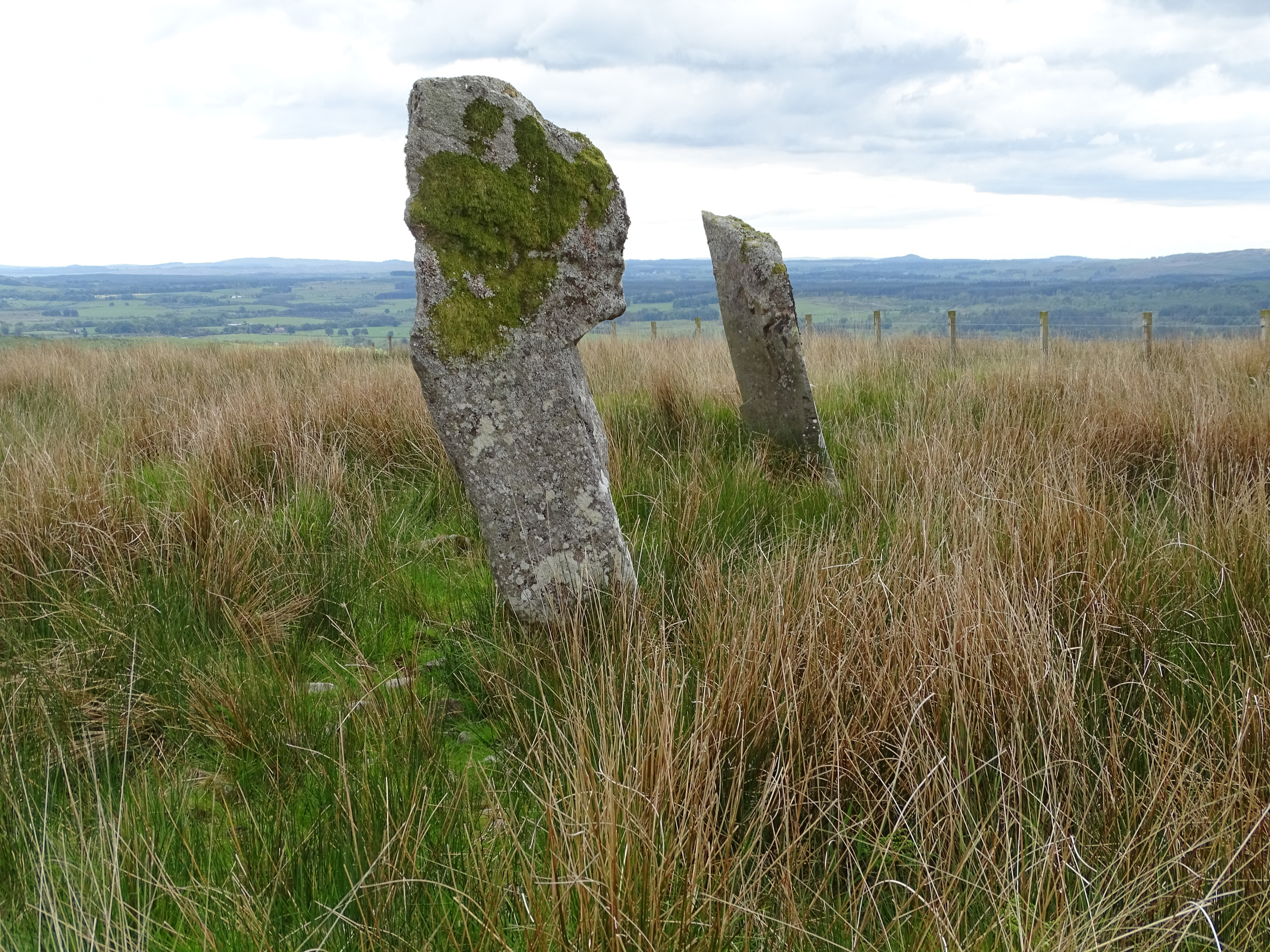
The Thieves

The Thieves (deutsch die Diebe – auch Blair Hill genannt) sind zwei bizarr geformte Menhire. Sie stehen südlich des Blair Hill, nördlich von Minnigaff, in Dumfries and Galloway in Schottland und sind ein Steinpaar (möglicherweise die Reste eines Steinkreises). Die Steine (englisch Standing stones) stehen etwa 4,35 m voneinander entfernt, im Südosten einer etwa 10,0 × 7,8 m messenden, ovalen, nicht sehr alten Einfassung, die von einer niedrigen Mauer aus Steintrümmern gebildet wird.
Ein Stein ist etwa 2,0 m, der andere 2,2 m hoch. Die Kante einer zerbrochenen, dünnen, 1,1 m langen Platte ragt  zwischen und ein wenig südöstlich von ihnen, durch den Rasen.
Die Diebessteine sollen ihren Namen von der Tatsache haben, dass hier unter König David II. (1324–1371) mehrere Freibeuter hingerichtet wurden.
In der Nähe liegen das Clyde Tomb von Drannandow und der nach einem der hingerichteten Freibeuter benannte Rorie Gill’s Cairn.